# Natonek József
Natonek József (Kömlőd, 1813. – Bátor, 1892. november 25.) rabbi.

## Élete
A héber nyelvre és a Tóra olvasásának alapjaira édesapja tanította meg. Később szülei a Zágrábban élő rokonaikhoz küldték el a fiút, hogy ott tanuljon. Miután hazaérkezett, Komáromban folytatta tanulmányait, 1831 és 1839 között pedig Trebitsch Markusz neves nikolsburgi jesivájában bővítette ismereteit. Rabbi diplomáját Chatam Szófer pozsonyi jesivájában szerezte, mely a német zsidó felvilágosodással élesen szembenállt. Előbb Jászberényben szolgált mint rabbi, majd Székesfehérváron működött. Magyarországon elsőként kezdett foglalkozni a cionizmus gondolatával. Annak érdekében, hogy a zsidó állam megvalósuljon, sikeresen kiépítette nemzetközi kapcsolatrendszerét, tárgyalásokat folytatott a konstantinápolyi nagyvezírrel, Rothschild báróval, valamint a nemzetközi zsidó szervezetekkel is. Egyszersmind a szentföldi kolonializáció tervét is kidolgozta. Das einige Israel címmel ő indította útjára az első cionista folyóiratot, ezenfelül megválasztották a nemzetközi cionista Chibat Cion mozgalom magyarországi tagozatának elnökévé is.

## Művei
- Schlosche Kemazim. Abhandlungen diversen Inhalts. Prag, 1859.
- Rabbi Moscheh Sofer und der Magier «Ben Chanan»-je. Prag, 1865.
- Wissenschaft-Religion. Eine pro und contra Beleuchtung des Materialismus, Darwin, Haeckel, Büchner etc. nach naturwissenschaftlichen Grundsätzen der mos. Entstehungsgeschichte, nebst historischer Beweisführung für eine waltende göttliche Vorsehung. Budapest, 1876.
- Historisches Charakterbild ausgezeichneter israel. Frauen…
- Erhabenster Frauenlob…
- Ehrenkranz des guten Rufes. Festgabe zum fünfundzwanzigsten Amtsjubiläum des Dr. M. Landsberg Rabbiner zu Liegnitz. Bpest, 1880.